# 托云萨依河
托云萨依河，也称托云河、托云达里亚，位于中华人民共和国新疆维吾尔自治区克孜勒苏柯尔克孜自治州乌恰县的一条河流，是苏约克河左岸支流，河名源自柯尔克孜语意为“能吃饱的戈壁滩”。托云萨依河发源于乌恰县北部吐尔尕特山与乔拉克盖尔灭山之间的吐尔尕特山口，自北向南流，于托云乡政府驻地以西约1.5千米汇入苏约克河。河流全长50千米，流域面积482平方千米，年均径流量约0.342亿立方米。河源区吐尔尕特口岸是民间贸易通道之一，沿程有315国道伴行。